# Rhona (rebocador)
Rhona foi um rebocador propriedade da empresa Mason & Barry Lda, empresa britânica concessionária da Mina de São Domingos.
No dia 9 de fevereiro de 1923 naufragou junto ao Bugio, devido a uma tempestade. Com 9 homens a bordo, apenas dois sobreviveram .
Os sobreviventes foram o fogueiro Alfredo Simões e o piloto (praticante?) João dos Santos Marnoto, na altura com 18 anos. Os dois passaram a noite agarrados aos mastros da embarcação afundada, mas fora de água. Porém, foram as ondas que de tempos a tempos os molhavam que os foram aquecendo nessa noite fria. Os náufragos só puderam ser socorridos quando o dia despontou, e foram avistados de Paço d'Arcos. A operação de salvamento foi complexa, devido ao estado do mar, e foi preciso levar um cabo até ao navio afundado para recolher os náufragos, o que foi feito por Quirino Lopes, o "Peniche".